# Železniční trať Rokycany–Nezvěstice
Železniční trať Rokycany–Nezvěstice (v jízdním řádu pro cestující označená číslem 175) je jednokolejná regionální trať o délce 26,6 km. Provoz na trati byl zahájen v úseku Rokycany–Mirošov v roce 1869 nejprve jako vlečka a v roce 1883 veřejná trať. V úseku Nezvěstice–Mirošov byl zahájen provoz nákladní dopravy v roce 1882. Osobní přeprava na trati byla zahájena v roce 1889. Od 80. let 20. století na trati dříve jezdilo několik vozů 810 s přípojnými vozy Baafx (od 2001 Btax a BDtax), od roku 2009 také motorové jednotky 814.[zdroj?] Od října 2024 jezdí na trati pravidelně motorová jednotka 847 na většině vlaků v úseku Rokycany–Příkosice, který je výrazněji frekvenčně vytíženější než úsek Příkosice–Nezvěstice,[zdroj?] kde proto zůstaly nasazeny menší motorové jednotky 814. V rámci IDPK jsou vlaky označeny jako linka P21.

## Navazující tratě

### Rokycany
- Železniční trať Praha–Plzeň

### Nezvěstice
- Železniční trať Plzeň – České Budějovice

## Stanice a zastávky

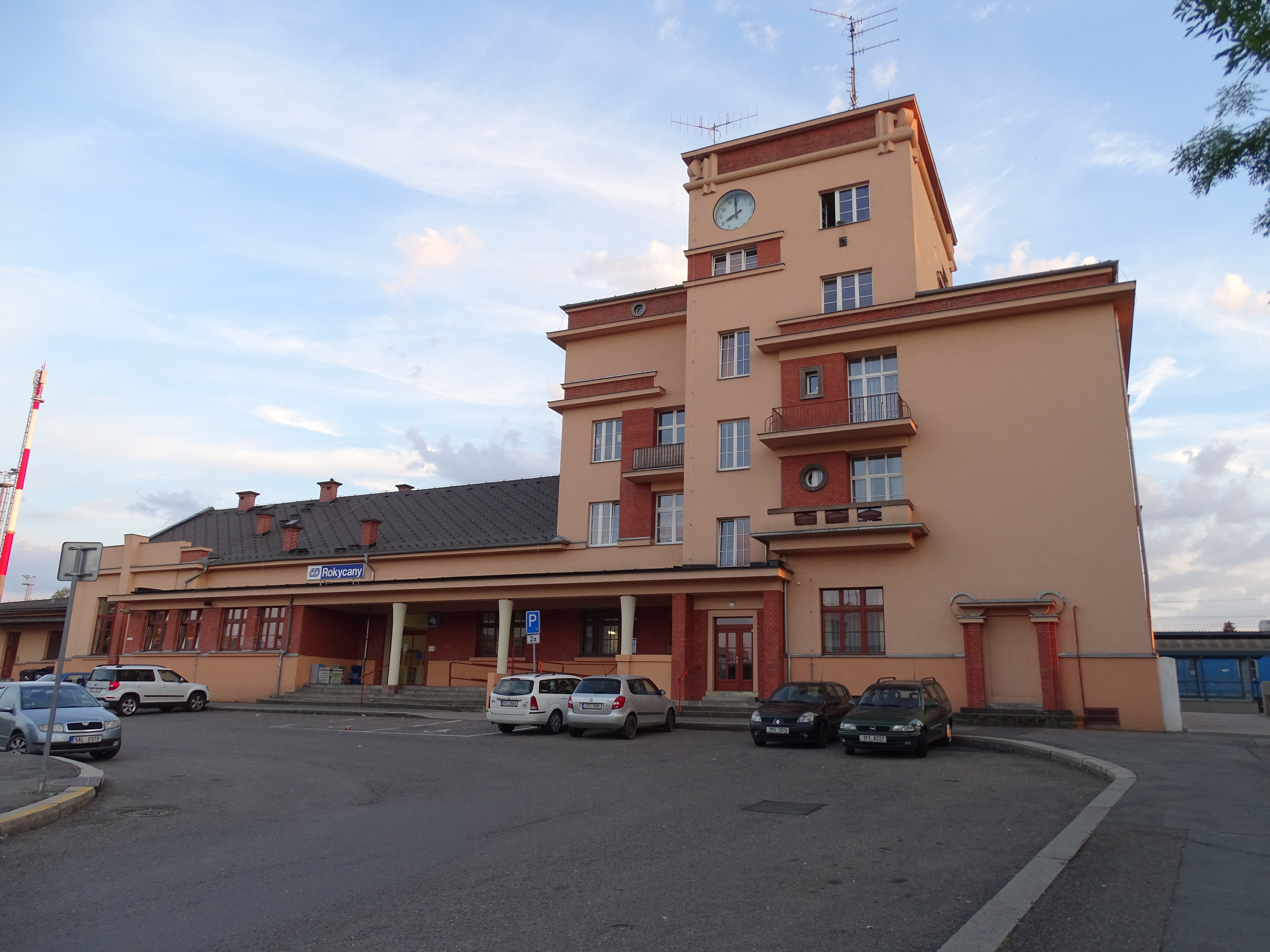
Rokycany
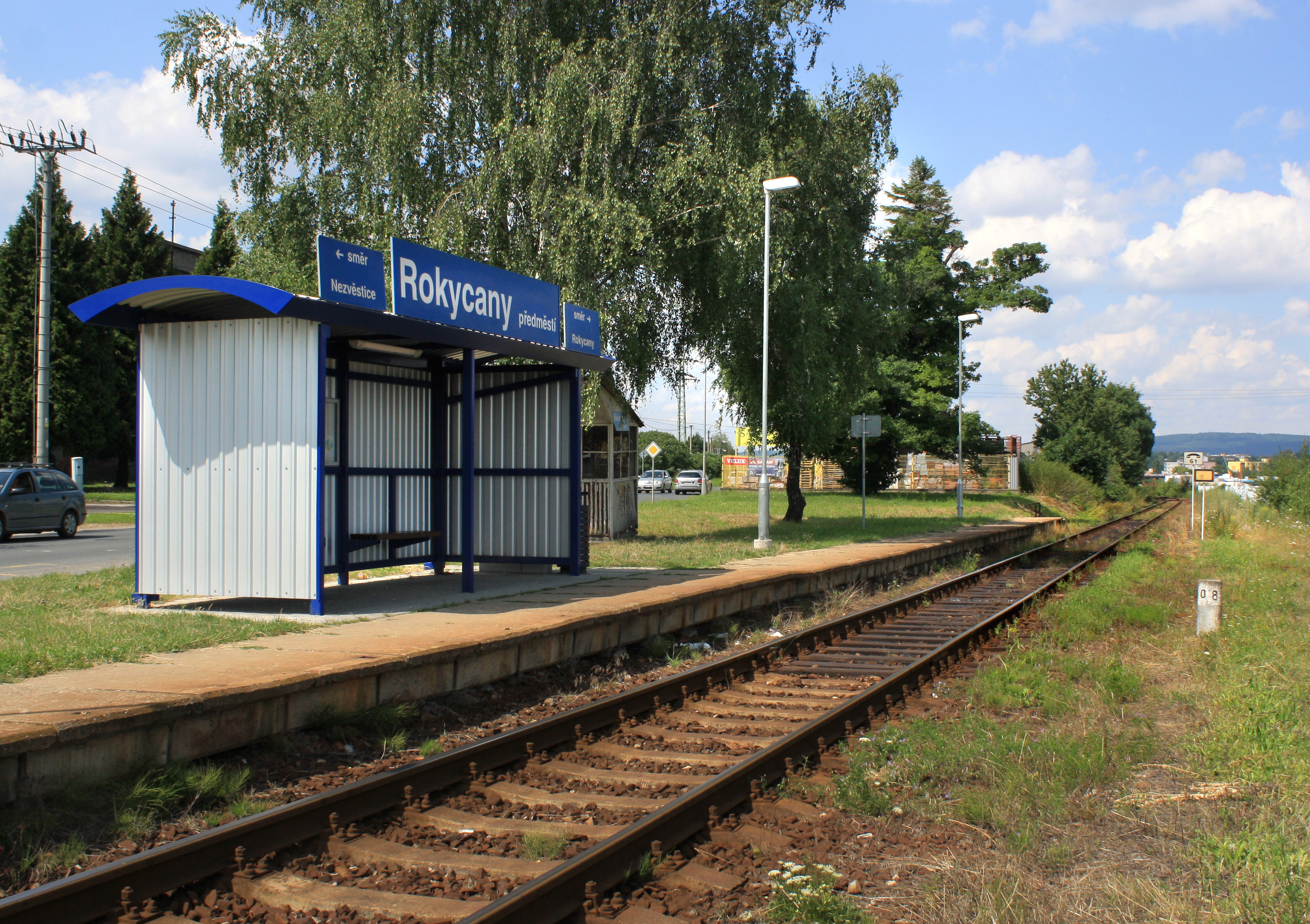
Rokycany předměstí
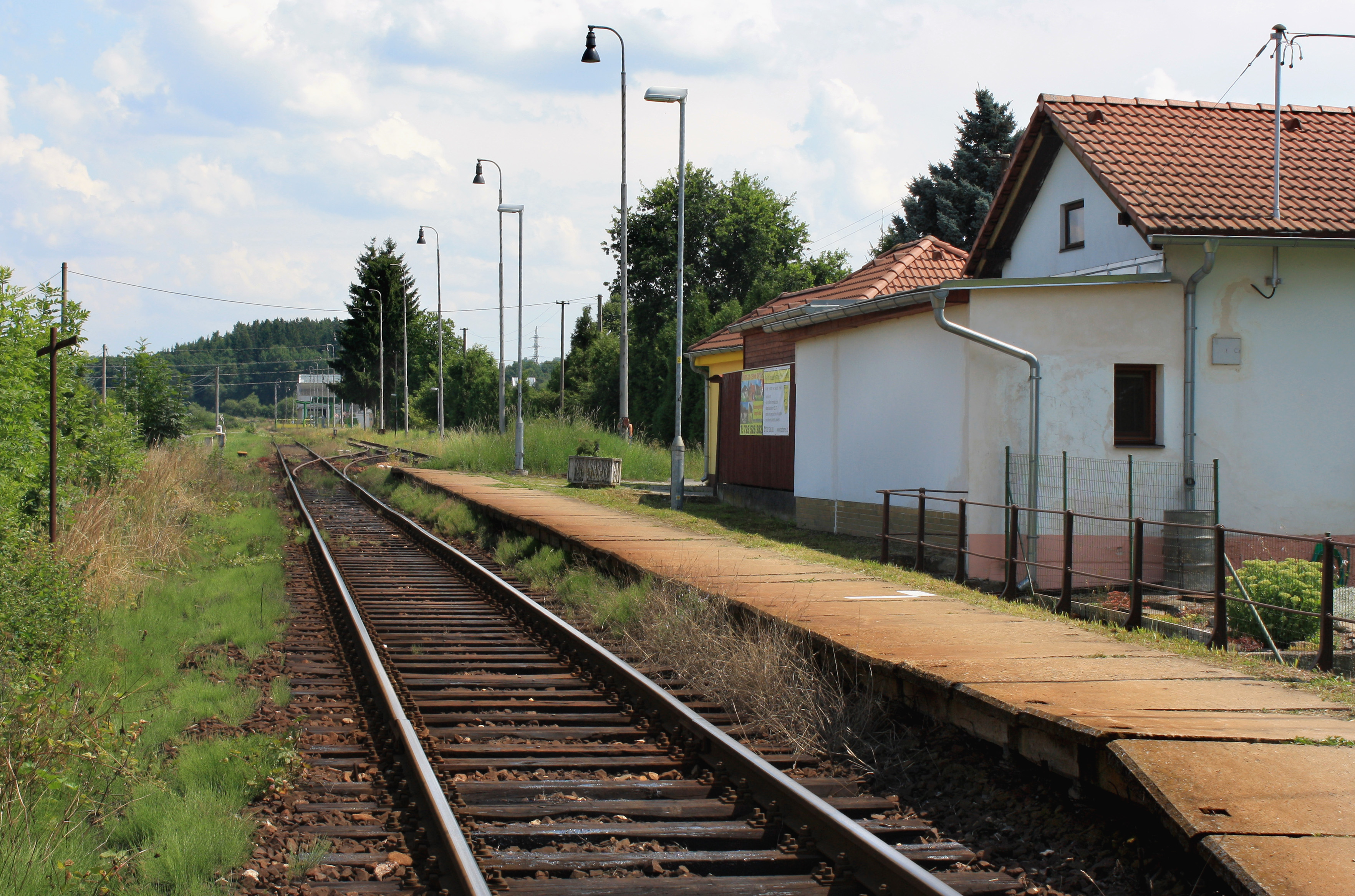
Kamenný Újezd u Rokycan
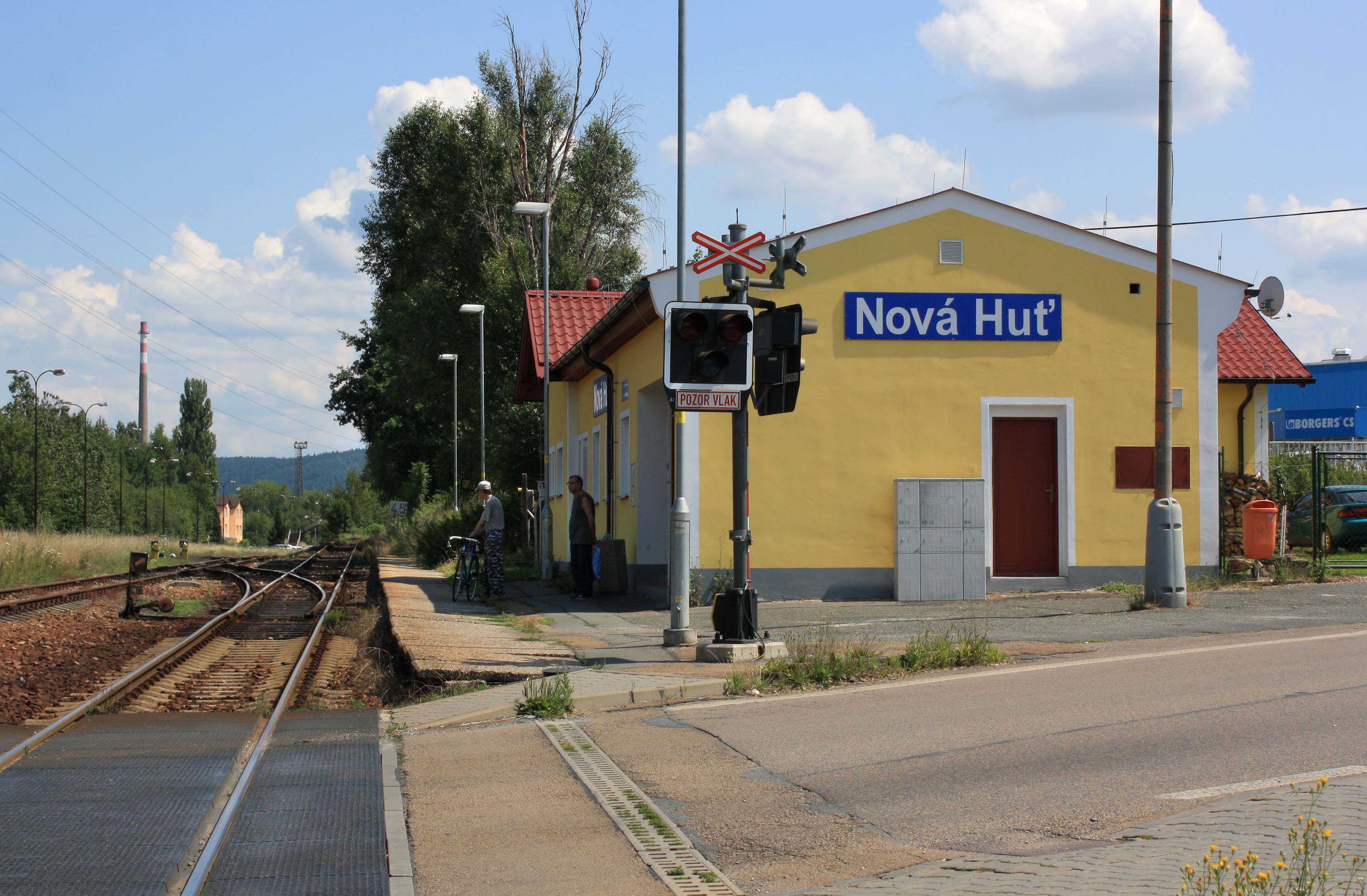
Nová Huť
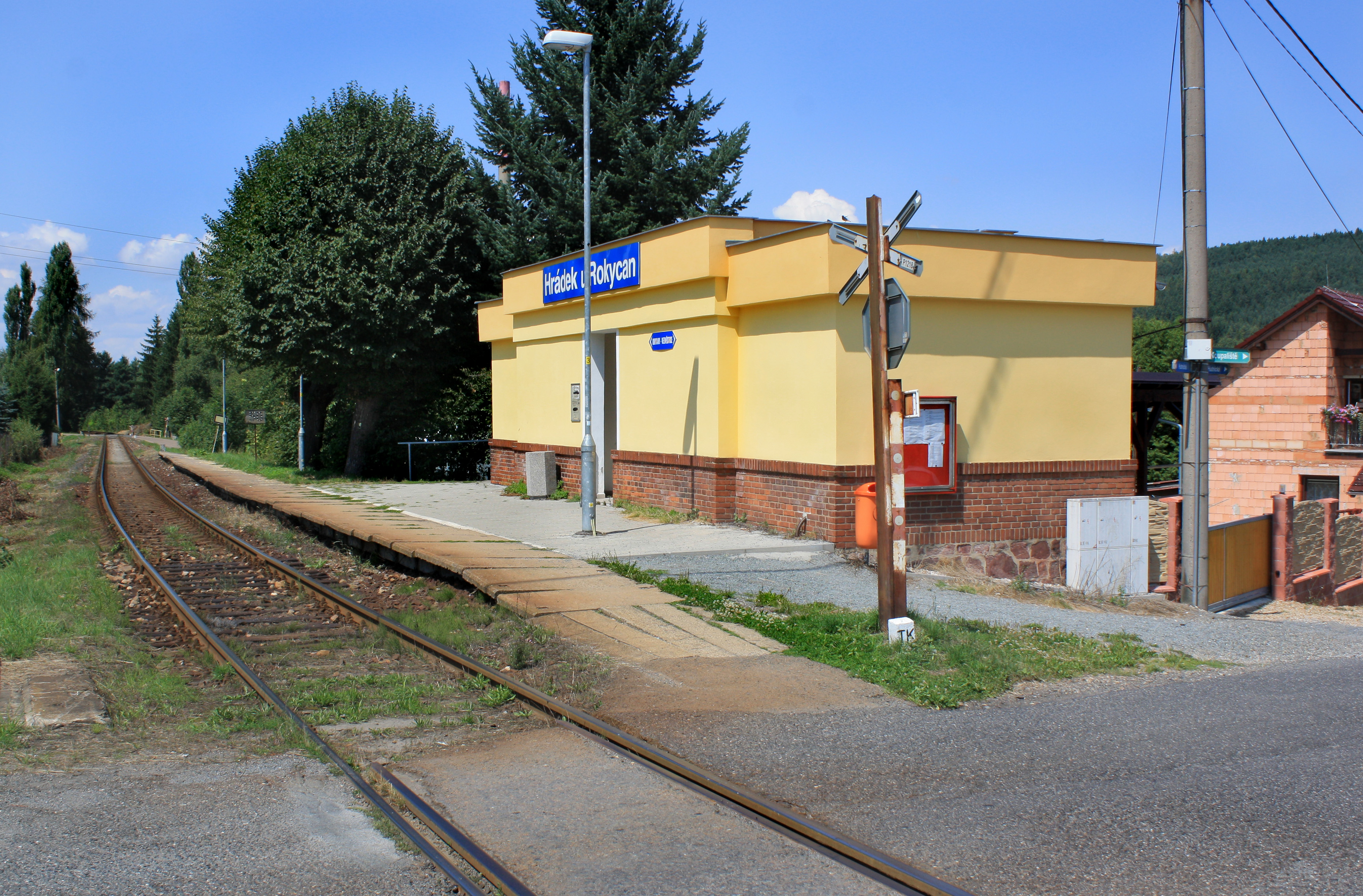
Hrádek u Rokycan
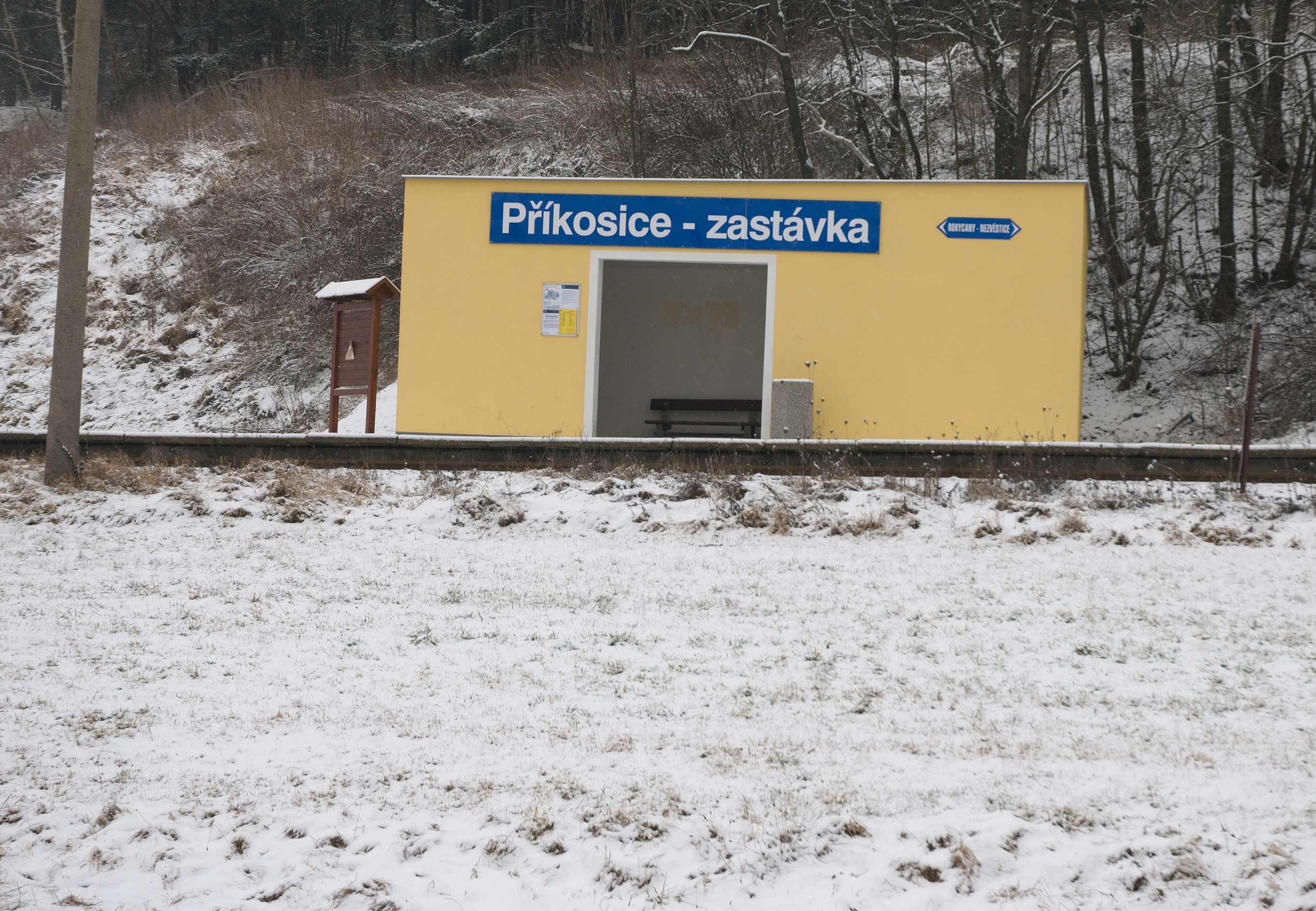
Příkosice zastávka
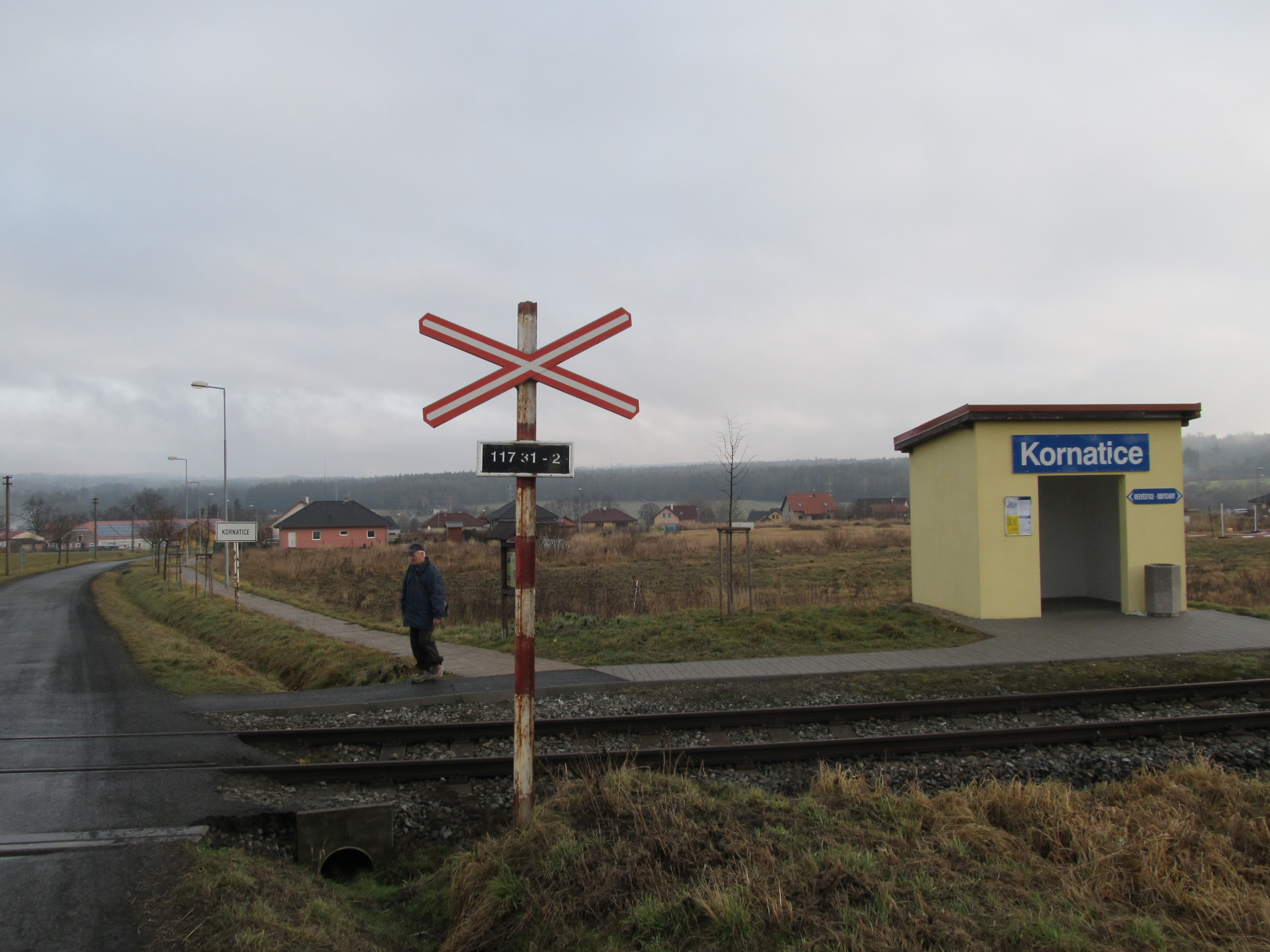
Kornatice
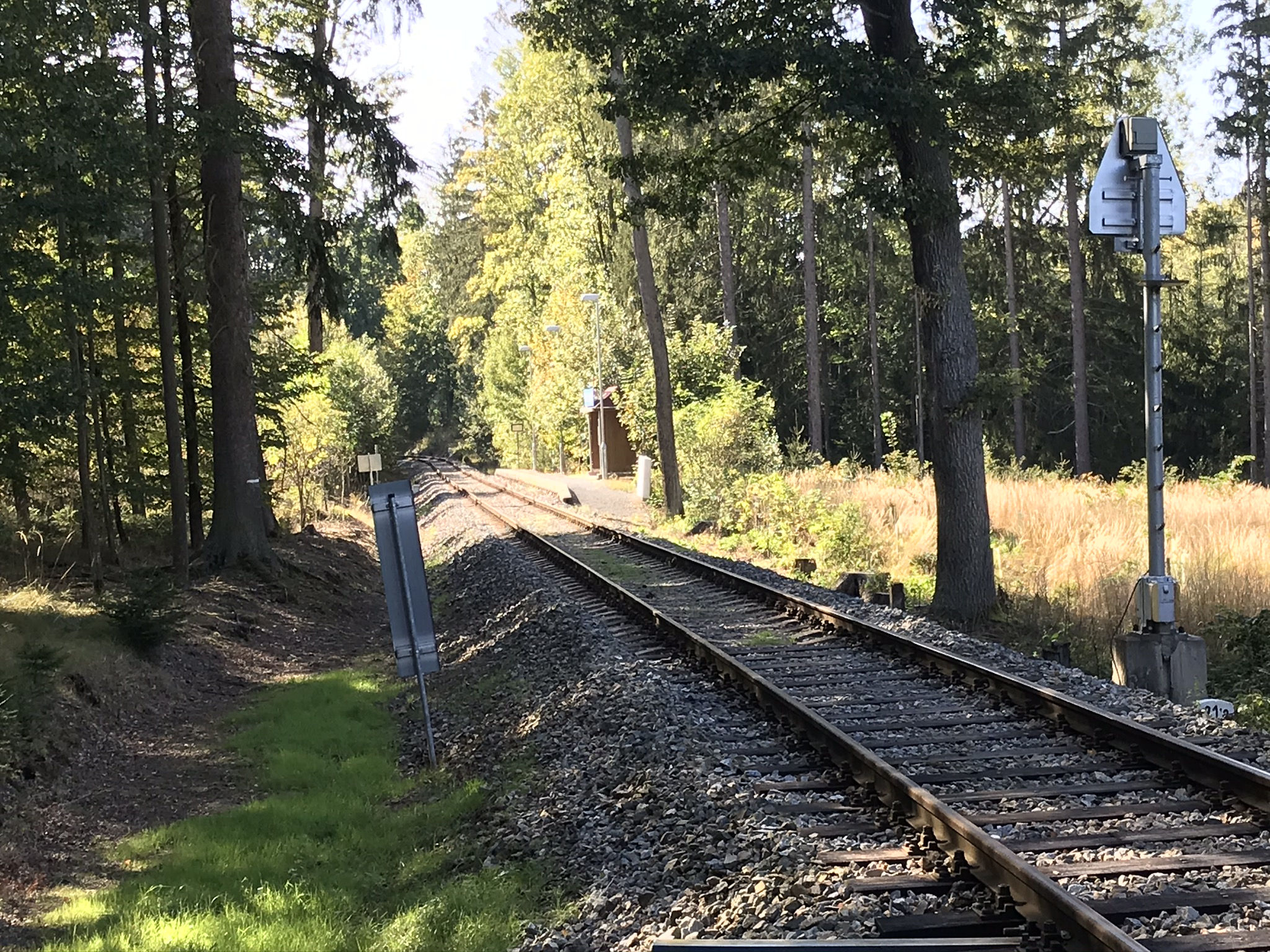
Kornatice rybník
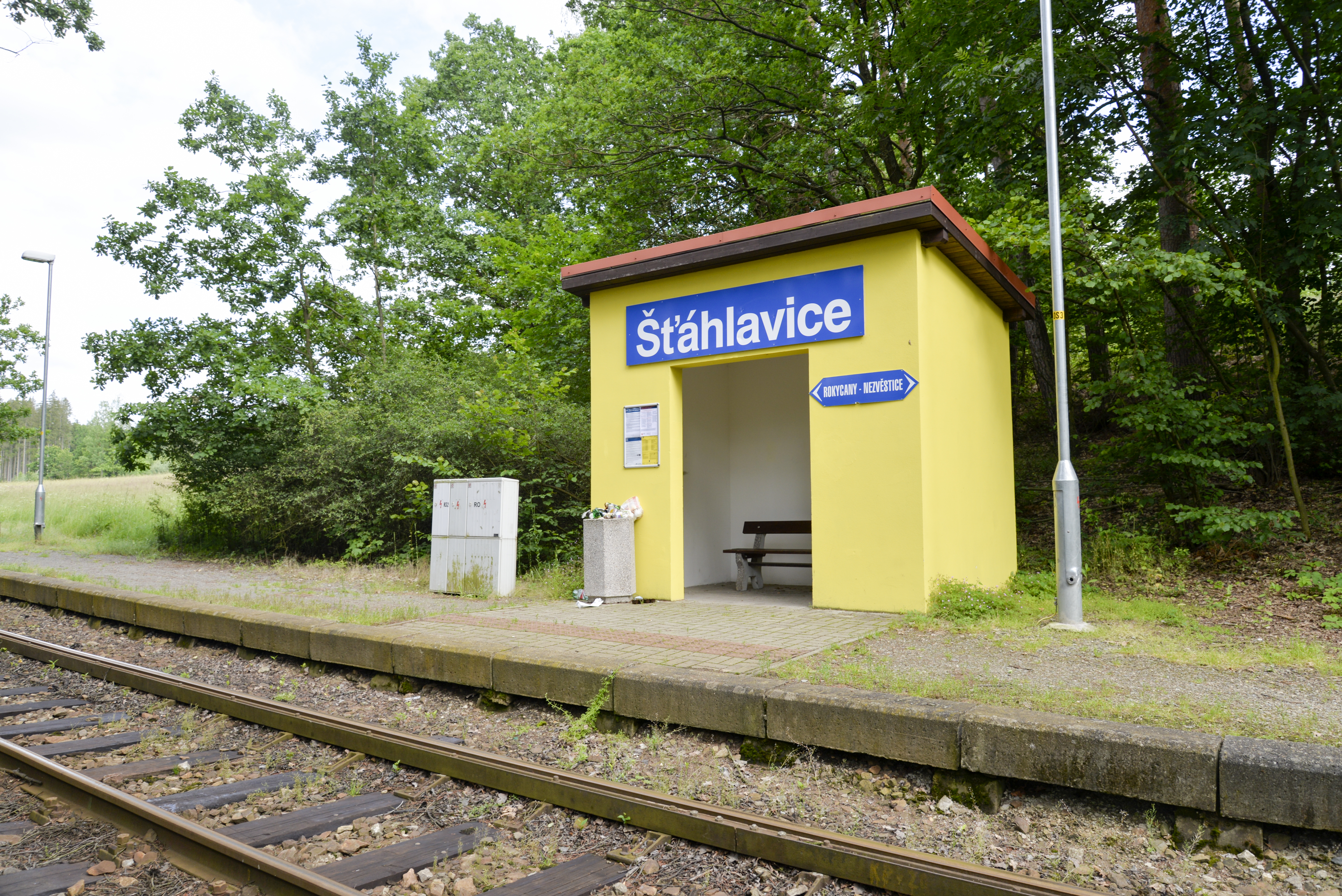
Šťáhlavice
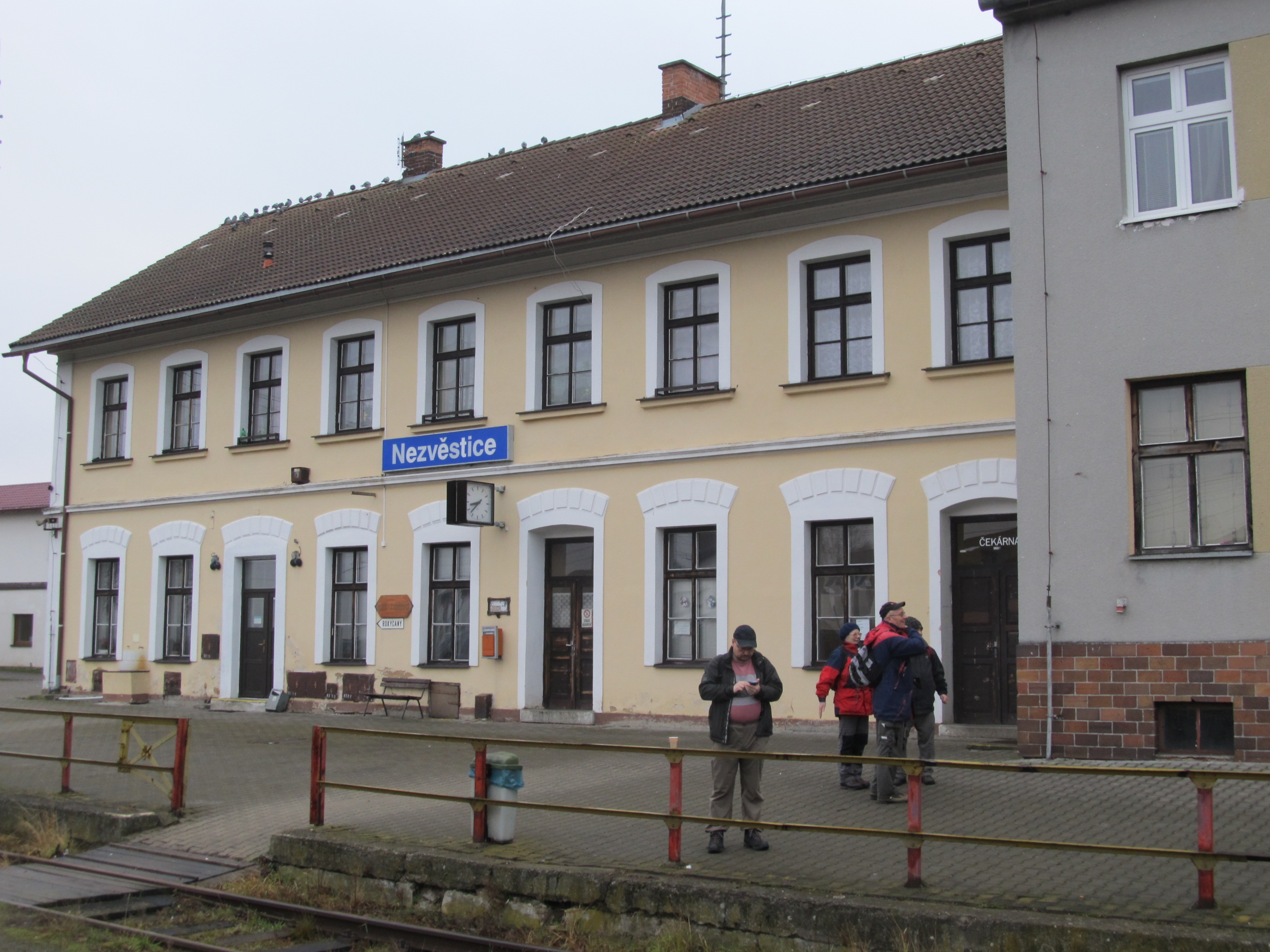
Nezvětice